# Харіхара I
Харіхара I або Гакка — засновник і перший правитель Віджаянагарської імперії. Окрім того, він заснував династію Сангама, першу з чотирьох династій, що правили імперією. Повне ім'я Віра Харіхарарая I.

## Життєпис
Про ранні роки Харіхари та його брата Букки відомо дуже небагато. Невдовзі після приходу до влади Харіхара збудував форт Баркуру на західному узбережжі сучасної Карнатаки. Він керував північною частиною сучасної Карнатаки зі столиці, міста Ґутті. Первинно він також контролював північну частину держави Хойсалів, а згодом, після смерті Веєри Баллали III 1343 року, узяв під свій контроль усі землі імперії Хойсалів. Його брати були намісниками у відповідних регіонах: Кампана правив Неллуром, Муддппа — Мулабагалу, Мараппа — Чандрагутті, а Букка був правою рукою імператора.
В результаті своїх перших військових успіхів узяв під контроль долину річки Тунґабгадра, а потім поступово розширив свій вплив на Конкан і Малабарський берег. У той же час імперія Хойсалів втратила свого останнього правителя, через що вся держава Хойсалів перейшла до рук Харіхари.